# اریک بل (بازیکن فوتبال، زاده ۱۹۲۹)
اریک بل (انگلیسی: Eric Bell; ۲۷ نوامبر ۱۹۲۹ – ۲۲ ژوئیهٔ ۲۰۱۲) بازیکن فوتبال اهل بریتانیا بود.
از باشگاه‌هایی که در آن بازی کرده‌است می‌توان به باشگاه فوتبال بولتون واندررز اشاره کرد.